# Mednarodni denarni sklad
Mednarodni denarni sklad (kratica MDS; angleško International Monetary Fund; kratica IMF) je mednarodna finančna organizacija. 
- Ustanovljen: 1944, Bretton Woods
- Sedež: Washington D.C.
- Število članic: 185 v letu 2009 (Slovenija od 1993)

Sklad je bil ustanovljen z namenom spodbujanja mednarodnega denarnega sodelovanja, utrjevanja stabilnosti in urejenosti medsebojnih dogovorov, pospeševanja ekonomske rasti in visoke stopnje zaposlenosti in za zagotavljanje občasne finančne pomoči državam za lažje uravnavanje njihovih plačilnih obveznosti.

## Zgodovina sklada
Sklad je omogočal kratkoročno denarno pomoč prizadetim državam po 2. svetovni vojni.